# Laufszene Invitational Run Dresden

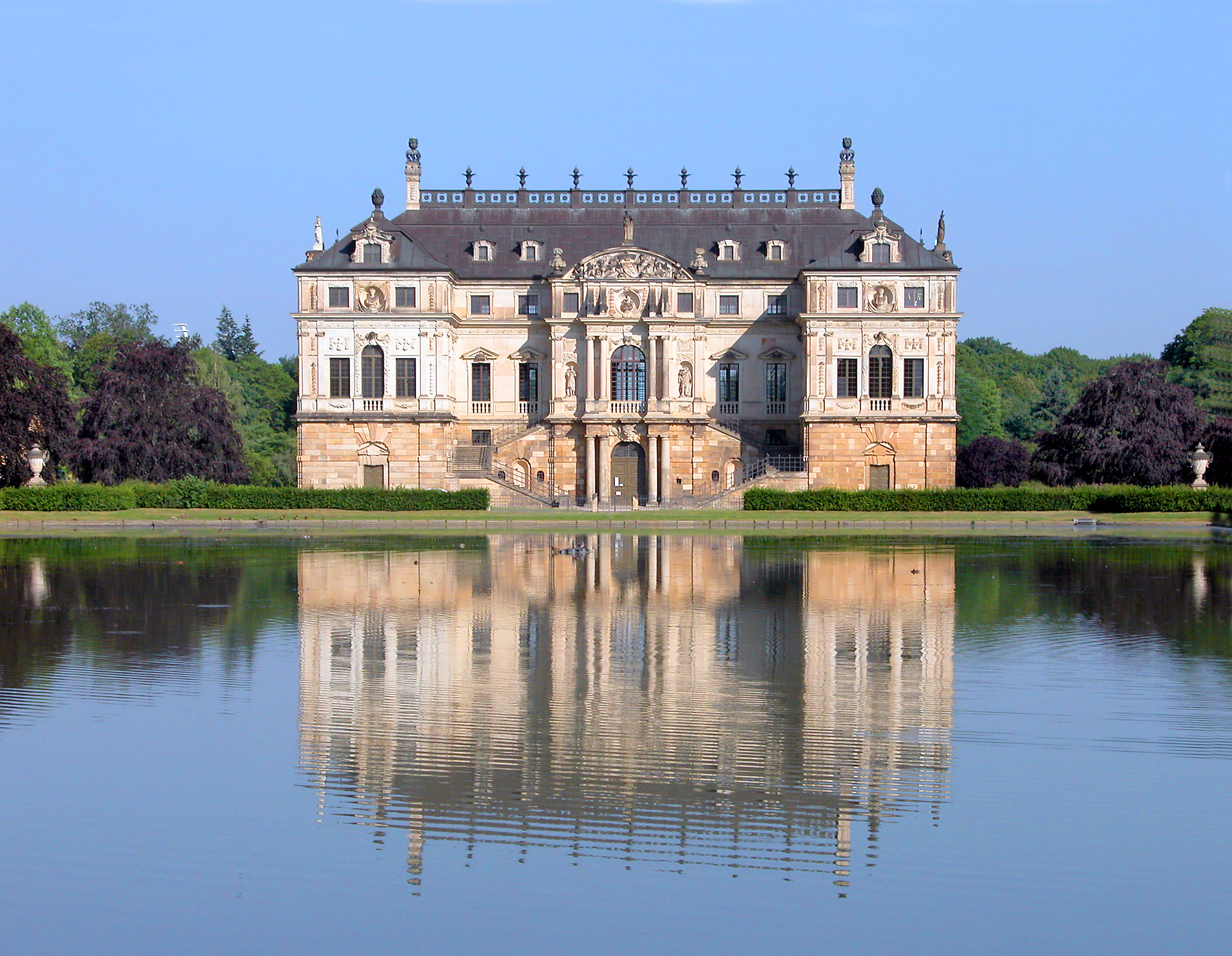
Das Palais in der Mitte des 2,5 km langen Rundkurses

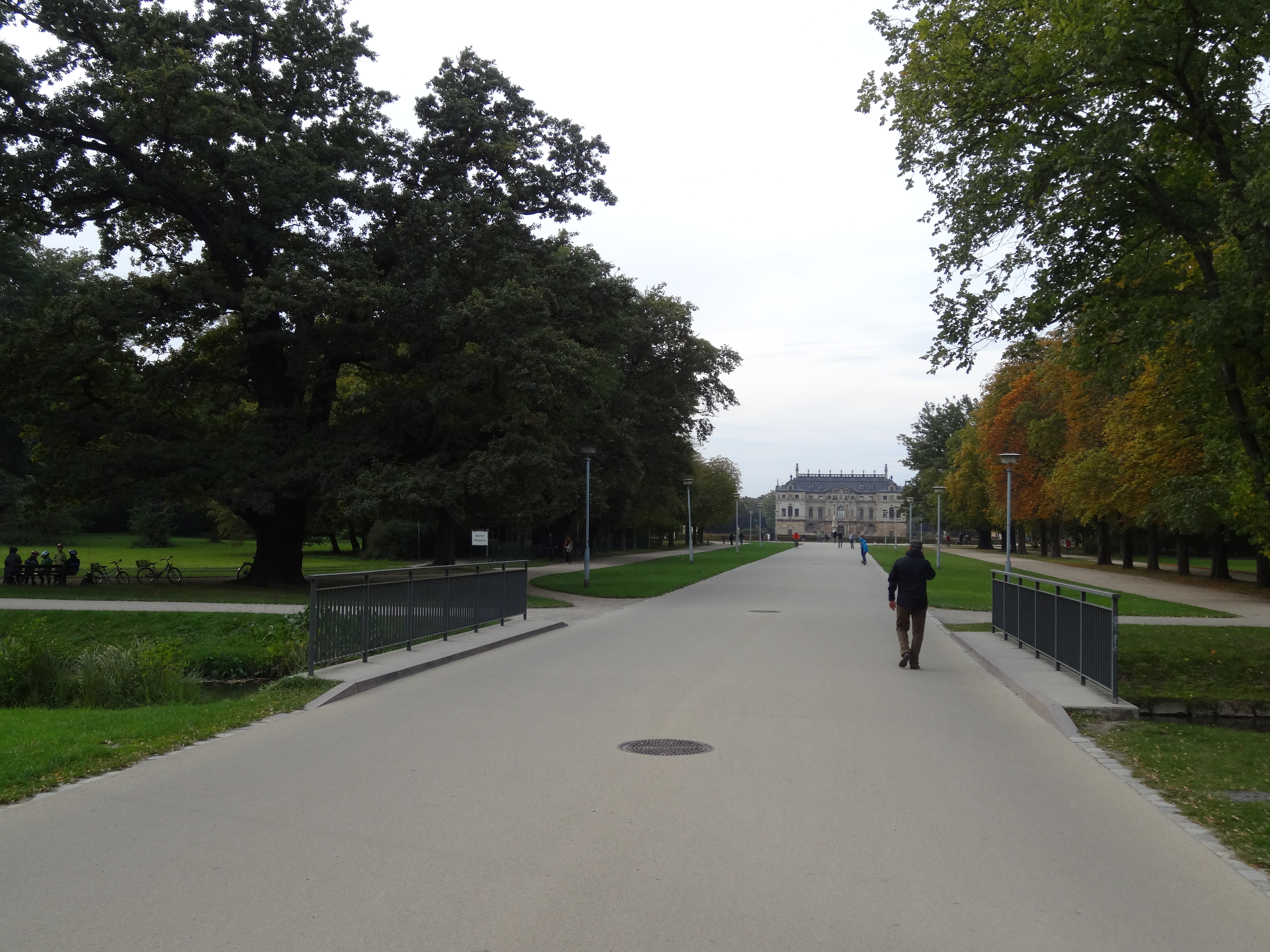
Strecke auf Höhe des Georg-Starcke-Wegs

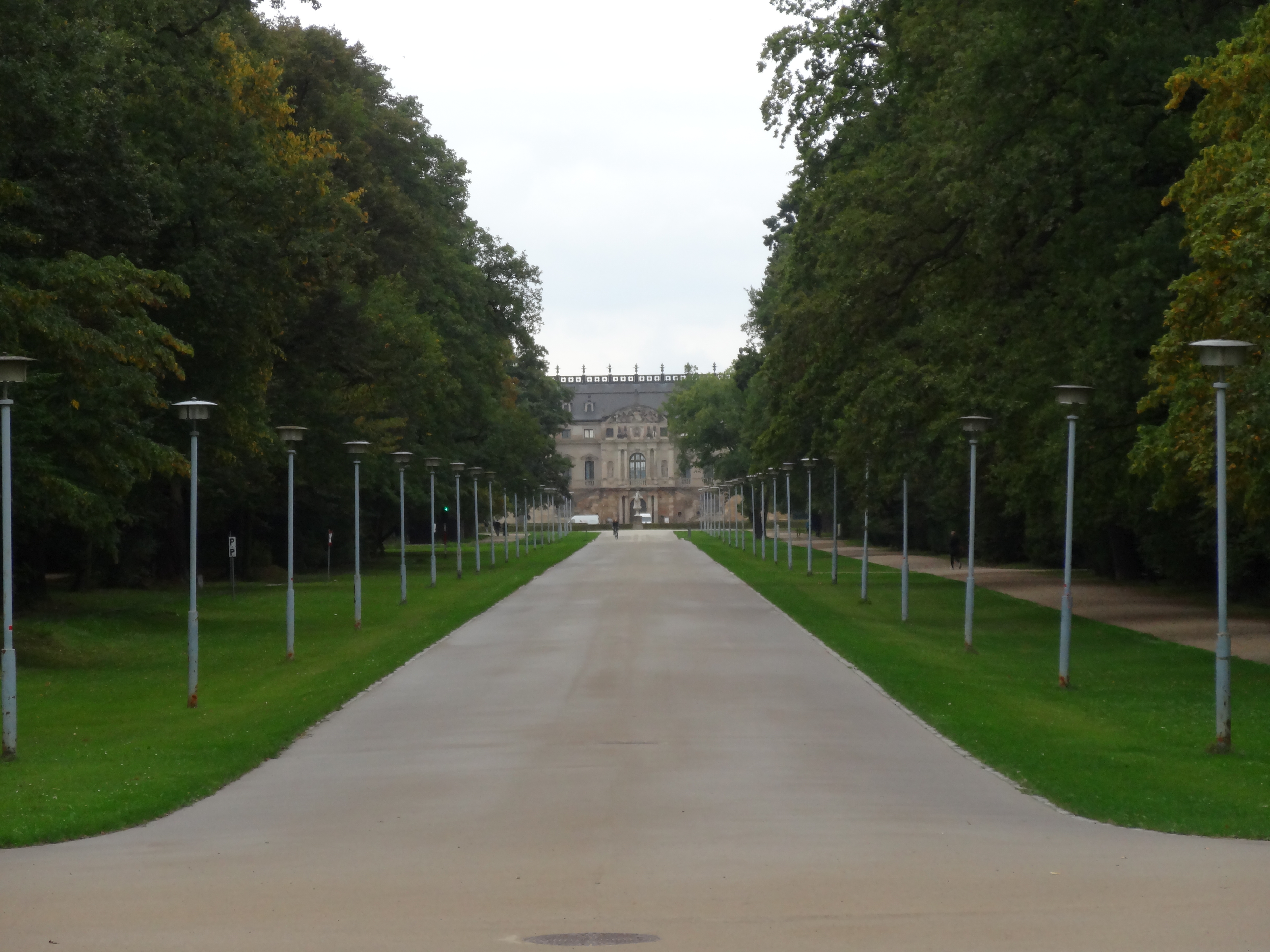
Strecke am östlichen Ende kurz vor der Karcherallee

Der Laufszene Invitational Run Dresden war ein Einladungslauf im Großen Garten in Dresden am 8. November 2020. Er konnte trotz des seit 2. November 2020 geltenden Lockdowns lights mit den Wettbewerben 10-km-Straßenlauf, Halbmarathon und Marathon durchgeführt werden. Neben zwei schwedischen Landesrekorden von Jonas Leanderson und Sarah Lahti sowie einem iranischen Landesrekord von Mohammad Reza Abootorabi wurden zwei deutsche Rekorde in den Mannschaftswertungen von der LG Telis Finanz Regensburg erzielt. Veranstalter waren Laufszene Sachsen und der Athletenmanager Christoph Kopp.

## Strecke
Bei der Strecke des Laufszene Invitational Run Dresden handelte es sich um einen komplett flachen 2,5 km langen Rundkurs im Großen Garten in Dresden zwischen Schmuckplatz und Karcherallee. Gelaufen wurde ausschließlich auf der Hauptallee, vom Palaisteich vorbei am Palais im Großen Garten zum Schmuckplatz in einer Runde, vom Palaisteich zum Eingangstor an der Karcherallee als Begegnungsstück. Beim Marathon mussten knapp 17 Runden absolviert werden, beim Halbmarathon achteinhalb und exakt vier Runden über die zehn Kilometer. Das Ziel für alle Wettbewerbe lag am südlichen Ufer des Palaisteichs.

## Ergebnisse

### 10-km-Straßenlauf
Bei den Männern bildete sich eine fünfköpfige Spitzengruppe mit Simon Boch aus Regensburg, den Schweden Jonas Leanderson und David Nilsson, dem Belgier Lahsene Bouchikhi und dem für den TV Waldstraße Wiesbaden startenden Somalier Ilyas Yonis Osman. Diese Gruppe ging zur Streckenhälfte an der 5-km-Marke geschlossen bei 14:07 min durch und blieb auch noch eine weitere Runde zusammen, ehe etwa auf Höhe Start-Ziel an der 7,5-km-Marke Bouchikhi und Osman abreißen lassen mussten. Erst auf dem letzten Kilometer entschieden sich die Podestplätze. Jonas Leanderson gewann mit neuem schwedischen Rekord, Zweiter wurde Simon Boch mit deutscher Jahresbestzeit. Es starteten 29 Läufer und 10 Läuferinnen, wovon ein Läufer das Rennen nicht beendete.

#### Männer

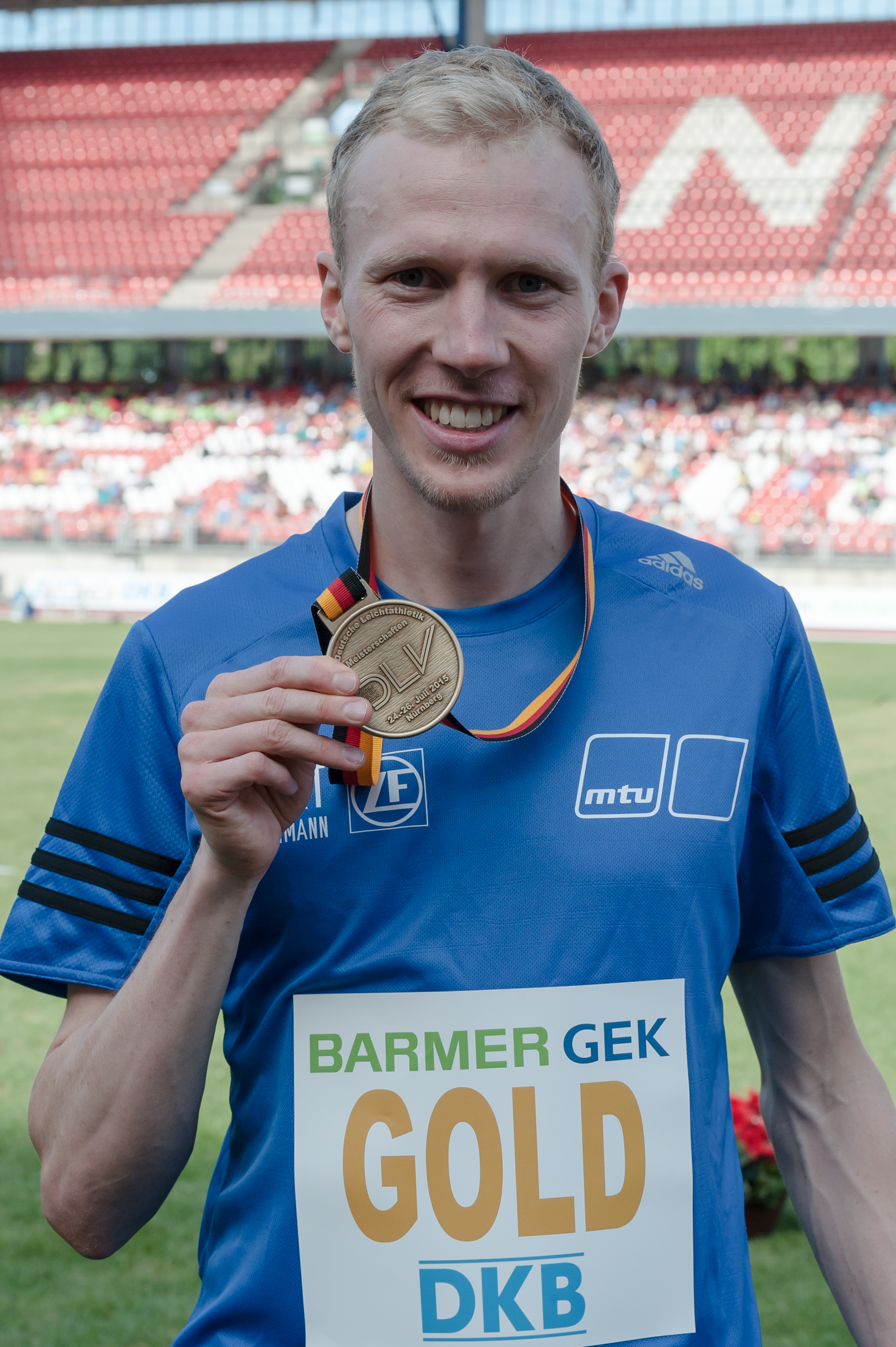
Richard Ringer (2015)

| Splitzeiten Jonas Leanderson Laufszene Invitational Run Dresden | Splitzeiten Jonas Leanderson Laufszene Invitational Run Dresden | Splitzeiten Jonas Leanderson Laufszene Invitational Run Dresden | Splitzeiten Jonas Leanderson Laufszene Invitational Run Dresden |
| Km                                                              | Split                                                           | Gesamtzeit                                                      |                                                                 |
| --------------------------------------------------------------- | --------------------------------------------------------------- | --------------------------------------------------------------- | --------------------------------------------------------------- |
| 1                                                               | 2:47                                                            | 02:47 min                                                       |                                                                 |
| 2                                                               | 2:48                                                            | 05:35 min                                                       |                                                                 |
| 3                                                               | 2:51                                                            | 08:26 min                                                       |                                                                 |
| 4                                                               | 2:48                                                            | 11:15 min                                                       |                                                                 |
| 5                                                               | 2:53                                                            | 14:07 min                                                       |                                                                 |
| 6                                                               | 2:50                                                            | 16:57 min                                                       |                                                                 |
| 7                                                               | 2:49                                                            | 19:47 min                                                       |                                                                 |
| 8                                                               | 2:52                                                            | 22:39 min                                                       |                                                                 |
| 9                                                               | 2:47                                                            | 25:27 min                                                       |                                                                 |
| 10                                                              | 2:42                                                            | 28:09 min                                                       |                                                                 |

| Platz | Athlet              | Verein (Land)              | Zeit (min)  |
| ----- | ------------------- | -------------------------- | ----------- |
| 1     | Jonas Leanderson    | Schweden                   | 28:09 PB NR |
| 2     | Simon Boch          | LG Telis Finanz Regensburg | 28:11 PB    |
| 3     | David Nilsson       | Schweden                   | 28:13 PB    |
| 4     | Lahsene Bouchikhi   | Belgien                    | 28:24 PB    |
| 5     | Ilyas Yonis Osman   | Somalia                    | 28:45 PB    |
| 6     | Johannes Motschmann | SCC Events Pro Team        | 28:51 PB    |
| 7     | Jens Mergenthaler   | SV Winnenden               | 29:19       |
| 8     | Yannick Michiels    | Belgien                    | 29:22       |

#### Frauen

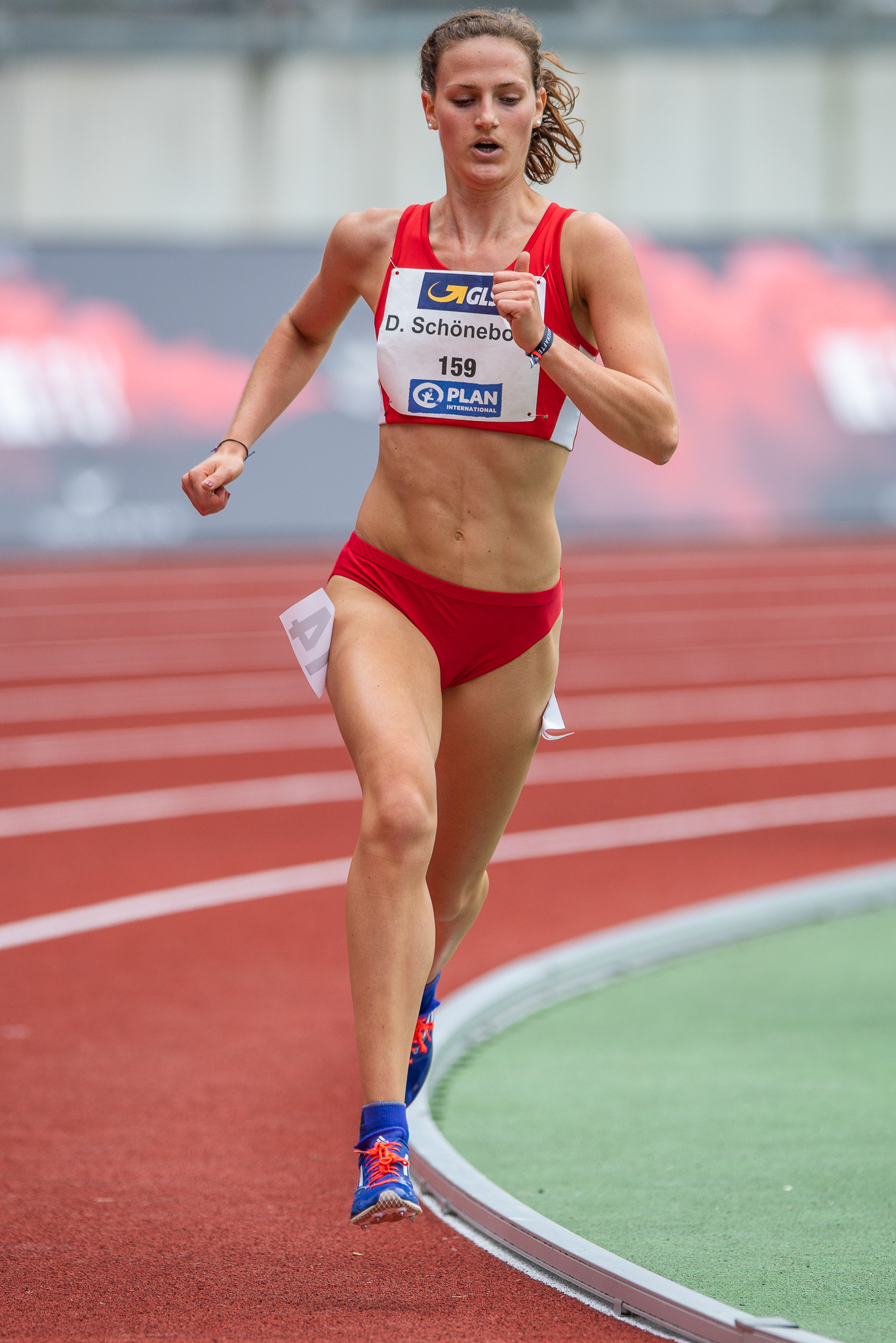
Deborah Schöneborn (2018)

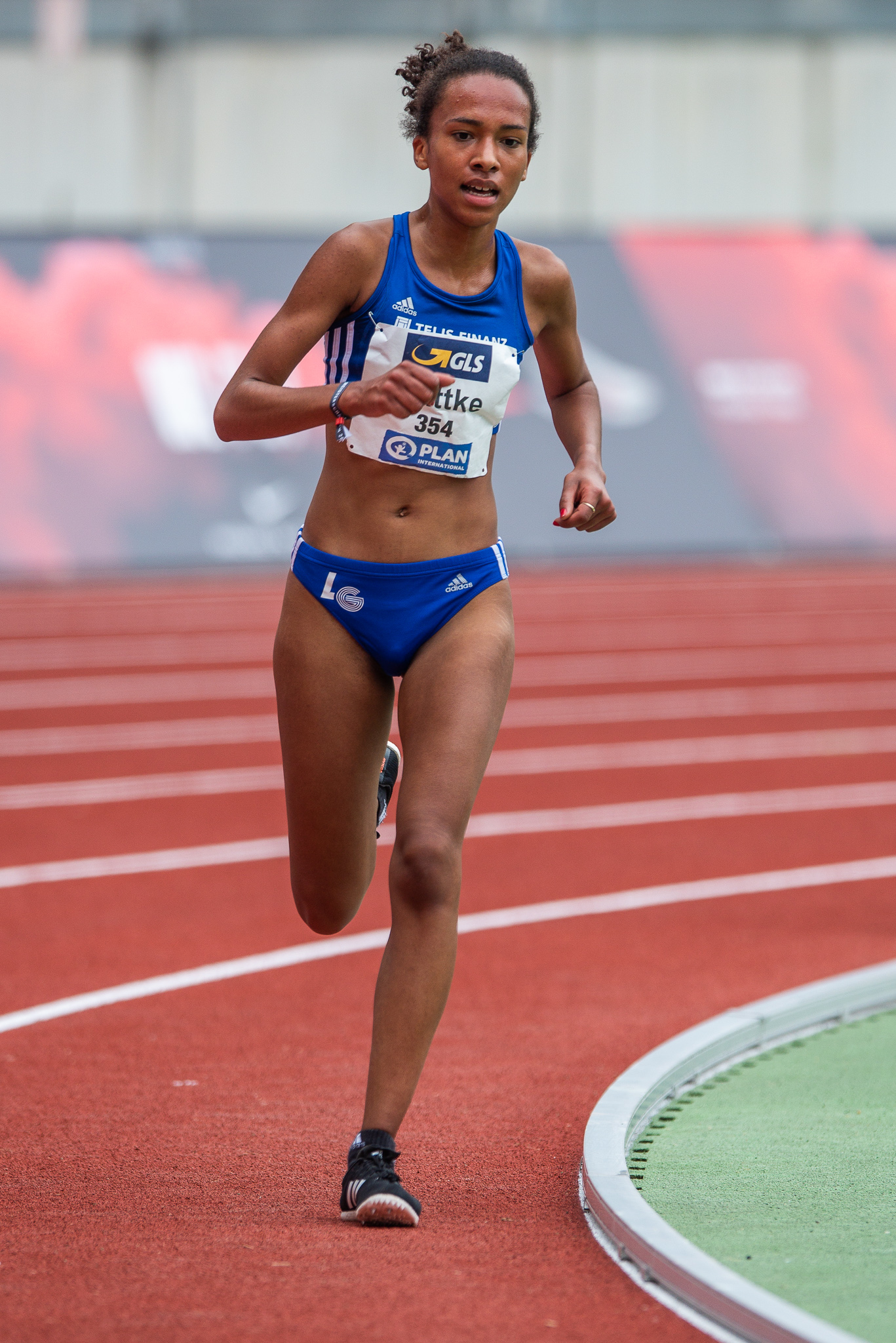
Miriam Dattke (2018)

| Platz | Athlet             | Verein (Land)        | Zeit (min) |
| ----- | ------------------ | -------------------- | ---------- |
| 1     | Deborah Schöneborn | LG Nord Berlin       | 32:57 PB   |
| 2     | Majida Maayouf     | Marokko              | 33:27 PB   |
| 3     | Josina Papenfuß    | SCC Events Pro Team  | 34:26 PB   |
| 4     | Lea Brückner       | LaufTeam Münster     | 35:42 PB   |
| 5     | Rahel Brömmel      | SV Sonsbeck          | 35:50 PB   |
| 6     | Anne Spickhoff     | LG Göttingen         | 35:56 PB   |
| 7     | Sonja Vernikov     | LAZ Puma Rhein-Sieg  | 35:57 PB   |
| 8     | Natalie Wangler    | Roadrunners Südbaden | 36:14      |

### Halbmarathon
Vom Start bis in die letzte Runde lief eine vierköpfige Spitzengruppe aus Richard Ringer, Aaron Bienenfeld, dem iranisch-schwedischen Athleten Mohammad Reza Abootorabi und dem Niederländer Björn Koreman vorweg, wobei Ringer und Bienenfeld die Tempoarbeit bestimmten und sich letztendlich kurz vor Ziel leicht absetzen konnten. Sarah Lahti führte bis zwei Kilometer vor dem Ziel immer in Sichtweite vor Miriam Dattke, ehe diese die Lücke schließen, überholen und das Rennen gewinnen konnte. Dennoch verbesserte Sarah Lahti ihren selbst gehaltenen schwedischen Rekord im Halbmarathon. Bei den Männern erreichten 23 von 24 Läufern das Ziel, bei den Frauen erreichten 7 von 8 startende Läuferinnen das Ziel.

#### Einzelwertung

##### Männer
| Platz | Athlet                   | Verein (Land)              | Zeit (h)      |
| ----- | ------------------------ | -------------------------- | ------------- |
| 1     | Richard Ringer           | LC Rehlingen               | 1:02:27       |
| 2     | Aaron Bienenfeld         | SSC Hanau-Rodenbach        | 1:02:33 PB    |
| 3     | Mohammad Reza Abootorabi | Iran                       | 1:02:40 PB NR |
| 4     | Björn Koreman            | Niederlande                | 1:02:45 PB    |
| 5     | Archie Casteel           | Schweden                   | 1:03:30 PB    |
| 6     | Tim Ramdane Cherif       | LG Telis Finanz Regensburg | 1:03:34 PB    |
| 7     | Karl Junghannß           | LAC Erfurt TopTeam         | 1:03:53 PB    |
| 8     | Erik Hille               | LG Telis Finanz Regensburg | 1:04:29 PB    |

##### Frauen
| Platz | Athlet           | Verein (Land)              | Zeit (h)      |
| ----- | ---------------- | -------------------------- | ------------- |
| 1     | Miriam Dattke    | LG Telis Finanz Regensburg | 1:09:43 PB    |
| 2     | Sarah Lahti      | Schweden                   | 1:09:53 PB NR |
| 3     | Nina Lauwaert    | Belgien                    | 1:12:09       |
| 4     | Domenika Mayer   | LG Telis Finanz Regensburg | 1:12:33 PB    |
| 5     | Katja Fischer    | LAV Stadtwerke Tübingen    | 1:16:51       |
| 6     | Svenja Ojstersek | LG Telis Finanz Regensburg | 1:16:55 PB    |
| 7     | Malin Pfäffle    | Die Laufpartner            | 1:24:17 PB    |
| DNF   | Corinna Harrer   | LG Telis Finanz Regensburg |               |

#### Mannschaftswertung

##### Männer
| Platz | Verein                       | Besetzung                                    | Zeit (h)   |
| ----- | ---------------------------- | -------------------------------------------- | ---------- |
| 1     | LG Telis Finanz Regensburg 1 | Tim Ramdane Cherif, Erik Hille, Dominik Notz | 3:12:38 NR |
| 2     | LG Telis Finanz Regensburg 2 | Fabian Lutz, Kevin Key, Dominik Scholler     | 3:22:03    |
| 3     | LAV Stadtwerke Tübingen      | Anthony Tomsich, Timo Göhler, Marius Stang   | 3:22:57    |

##### Frauen
| Platz | Verein                     | Besetzung                                       | Zeit (h)   |
| ----- | -------------------------- | ----------------------------------------------- | ---------- |
| 1     | LG Telis Finanz Regensburg | Miriam Dattke, Domenika Mayer, Svenja Ojstersek | 3:39:08 NR |

### Marathon
Im Gegensatz zum 10-km-Straßenlauf und dem Halbmarathon traten beim gemeinsam mit dem Halbmarathon gestarteten Marathon keine internationalen Profiläufer und Profiläuferinnen an und mit drei Männern und zwei Frauen auch nur ein sehr kleines Starterfeld. Bei den Männern gewann der im schottischen Edinburgh promovierende Jonas Müller mit deutlichem Abstand vor seinen Konkurrenten. Bei den Frauen lief im ersten Drittel des Rennens Katrin Ochs circa 50 Meter vor Anja Kobs, bevor diese die Führung übernahm. Ochs klemmte sich direkt hinter Kobs und kam im Laufe des Wettkampfs durch eine Unachtsamkeit zu Fall, wobei sie Kobs mit zu Boden riss. Schließlich musste Ochs das Rennen nach 16 von 17 Runden mit durch den Sturz verursachten Schmerzen vorzeitig aufgeben.

#### Männer
| Platz | Athlet       | Verein (Land)          | Zeit (h)   |
| ----- | ------------ | ---------------------- | ---------- |
| 1     | Jonas Müller | Roadrunners Südbaden   | 2:32:16 PB |
| 2     | Marco Benz   | Ski Vereinigung Amberg | 2:42:49 PB |
| 3     | Florian Walz | Roadrunners Südbaden   | 3:10:27 PB |

#### Frauen
| Platz | Athlet      | Verein (Land)          | Zeit (h) |
| ----- | ----------- | ---------------------- | -------- |
| 1     | Anja Kobs   | Roadrunners Südbaden   | 2:59:53  |
| DNF   | Katrin Ochs | Ski Vereinigung Amberg |          |